# 韦尔泽耶
韦尔泽耶（法語：Verzeille，法語發音：[vɛʁzɛj] ⓘ）是法国奥德省的一个市镇，位于该省中北部，属于利穆区。

## 地理
韦尔泽耶（43°7'33"N, 2°19'30"E）面积5.21 平方千米，位于法国奧克西塔尼大區奥德省，该省份为法国南部沿海省份，北起塔恩省，西北接上加龙省，西接阿列日省，南至东比利牛斯省，东临地中海，东北与埃罗省接壤。
与韦尔泽耶接壤的市镇（或旧市镇、城区）包括：库富朗斯、洛凯河畔拉代恩、勒克、波马、圣伊莱尔。

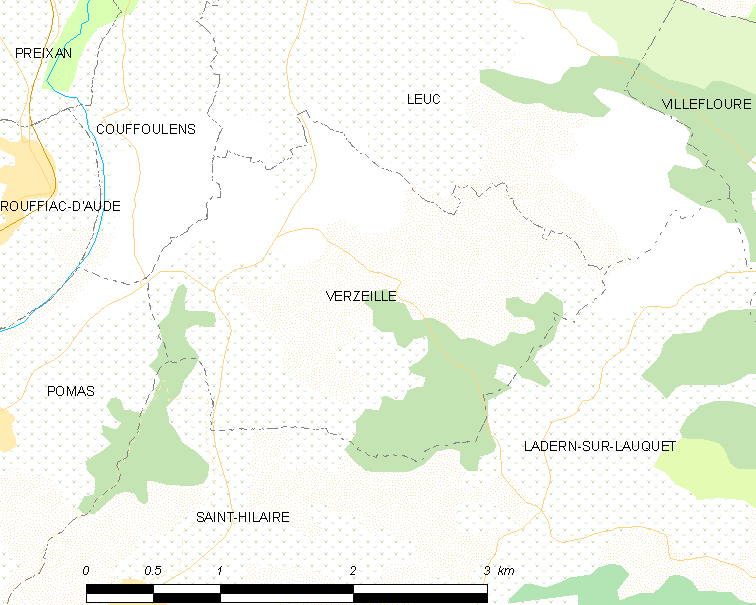
韦尔泽耶的OSM定位图

韦尔泽耶的时区为UTC+01:00、UTC+02:00（夏令时）。

## 行政
韦尔泽耶的邮政编码为11250，INSEE市镇编码为11408。

## 政治
韦尔泽耶所属的省级选区为卡尔卡松第二县。

## 人口

1962-2008年间韦尔泽耶人口变化图示

韦尔泽耶于2022年1月1日时的人口数量为457人。